# Полиметилметакрилат
Полиметилметакрилатът е акрилова смола, синтетичен термопластичен винилов полимер на метилметакрилата, термопластична прозрачна пластмаса. Среща се и под търговските марки Plexiglas, Lucite, Perspex, Crylux, Alfaplas, Acrylite, Acrylite и мн. др., също така с названието органично стъкло, акрилно стъкло или акрил. В България е известен предимно като плексиглас.
Създаден е през 1928 г. от немската фирма Rohm and Haas Company и влиза в продажби през 1933 г.

## Свойства
Плексигласът се използва като алтернатива на стъклото. Той притежава следните свойства:
- по-лек: плътността му (1190 kg/m³) е приблизително два пъти по-малка от тази на стъклото;
- устойчив на външни въздействия (влага, студ и т.н.);
- по-мек в сравнение със стъклото и съответно по-чувствителен на издраскване;
- при загряване над 100 °C става пластичен и се поддава на формоване;
- лесно се обработва с металорежещи и дървообработващи машини и инструменти;
- перфектно се реже и гравира с лазер;
- пропуска ултравиолетови лъчи и рентгенови лъчи, а филтрира инфрачервени лъчи; пропуска по-малко светлина (92 – 93% срещу 99%) от стъклото;
- не е устойчив на въздействието на органичните разтворители.

## Използване
Като цяло плексигласът намира сходни приложения като тези на стъклото, но се ползва в сфери, където неговите предимства за обработка, цена, ефектност и светлопропускливост се предпочитат. Широко е разпространен в леката промишленост, интериора, рекламата.
От плексиглас се изработват твърди контактни лещи за офталмологията.
Напоследък[поясни] плексигласът постепенно се измества от други полимери (поливинилхлорид, поликарбонат), които не притежават някои от недостатъците му – бързо стареене, проблеми при термичното формоване, относително висока цена.

## Характеристики
Примерни характеристики на полиметилметакрилата:
| Характеристика                                | Единица   | Стойност  |
| --------------------------------------------- | --------- | --------- |
| Структурна формула                            | (C5O2H8)n |           |
| Плътност                                      | g/cm³     | 1,19      |
| Светлопропускливост                           | %         | 92        |
| Модул на Юнг                                  | MPa       | 3300      |
| Якост на опън                                 | MPa       | 70        |
| Ударна жилавост по Шарп                       | kJ/m²     | 11        |
| Коефициент на линейно температурно разширение | 10-5 /°C  | 5 – 15    |
| Температура на топене                         | °С        | 130 – 140 |
| Температура на кипене                         | °С        | 200       |
| Твърдост по Роквел                            | M         | 95        |
| Диапазон на работна температура               | °C        | –40…+80   |

## Обработка
- Екструдиране
- Отливане
- Вакуумно формоване
- Фрезоване и обработка по зададен профил
- Рязане
- Пробиване
- Лепене
- Полиране

## Поддържане и почистване
Почистването се извършва с мека суха кърпа или разтвор на сапун. Допуска се използване на кисели препарати за премахване на варовикови отлагания.